# تکییا (کروشواتس)
تکییا (به صربی: Tekija) یک منطقهٔ مسکونی در صربستان است که در کروشواتس واقع شده‌است. تکییا ۳٬۸۵۳ نفر جمعیت دارد.